# Bālkūr
Bālkūr (persiska: بالكور) är en ort i Iran.   Den ligger i provinsen Golestan, i den norra delen av landet, 500 km nordost om huvudstaden Teheran. Bālkūr ligger 527 meter över havet och antalet invånare är 105.
Terrängen runt Bālkūr är huvudsakligen kuperad, men åt nordväst är den platt. Runt Bālkūr är det ganska glesbefolkat, med 48 invånare per kvadratkilometer. Närmaste större samhälle är Marāveh Tappeh, 12,3 km nordväst om Bālkūr. Omgivningarna runt Bālkūr är i huvudsak ett öppet busklandskap.